# الحروب الأباتشية
الحروب الأباتشية أو حروب الأباتشي (بالإنجليزية: Apache Wars)‏ كانت سلسلة من الصراعات المسلحة بين القوات البرية للولايات المتحدة والعديد من قبائل الأباشي (السكان الأصليين)، وقعت تلك الحروب في جنوب غرب الولايات المتحدة بين عامي 1849 و1886، واستمرت بعض المناوشات الصغيرة حتى عام 1924. ورثت الولايات المتحدة الصراعات بين المستوطنين الأمريكيين وجماعات الأباشي عندما تخلت المكسيك عن الأراضي بعد الحرب المكسيكية الأمريكية في عام 1846. استمرت تلك الصراعات بعد تغول مواطني الولايات المتحدة على الأراضي الأباشية التقليدية لتربية الماشية واستخراج المعادن وزراعة المحاصيل.
أقام الجيش الأمريكي حصونًا للتحكم في العصابات الأباشية. أقيمت العديد من الأراضي العسكرية في الأراضي التقليدية المحتلة من العصابات وخارجها. أنزل الجيش الأمريكي 5000 مقاتل في عام 1886 لحصار جيرانيمو و30 من أتباعه حتى استسلامهم. كان ذلك بمثابة نهاية الحروب الأباشية، بالرغم من استمرار الصراعات بين المواطنين والأباش. شارك جيش الولايات الكونفدرالية بإيجاز في الحروب أثناء ستينيات القرن التاسع عشر المبكرة في تكساس، قبل تحوله إلى الحرب الأهلية الأمريكية في نيومكسيكو وأريزونا.

## الصراعات
تاريخيًا، شنت قبائل الأباش غارات على قبائل الأعداء وعلى بعضها أحيانًا أخرى، من أجل تربية الماشية أو الغذاء أو الرهائن. اعتبر الأباش تلك الغارات مختلفة عن الحروب. شنت القبائل غارات على جماعات صغيرة، لأغراض محددة. لم تتحد قبائل الأباش في جيش موحد من مئات الرجال إلا نادرًا، لاستخدام كل القوة القبلية في زمن الحرب، وبحلول ثمانينيات القرن التاسع عشر انتهت تلك الوسائل الحربية بعد موافقة أغلب عصابات الأباشة على المفاوضات مع الحكومة الأمريكية من أجل التسوية. استمرت بعض العشائر الأباشية والجماعات القتالية المتخصصة في الحروب رغمًا عن ذلك. فشلت الاستجابات الأمريكية في التمييز بين الجماعات المغيرة وغيرها من الجماعات. ونتيجة لذلك، جاءت الاستجابة الأمريكية ثقيلة أحيانًا، وأدت إلى تصاعد في الأوضاع ودفع المزيد من قبائل الأباش للدخول في الصراع.
يعود تاريخ الصراعات الأولى بين الأباش وغيرهم من الجماعات في الجنوب الغربي إلى المستوطنات الإسبانية المبكرة، لكن سلسلة الحروب والصراعات المعروفة الآن بحروب الأباش يرجع تاريخها إلى الحرب المكسيكية الأمريكية. اشتعلت الحروب عندما اتهم الجنود الأمريكيون كوشيزي وقبيلته بالخطأ باختطاف ولد صغير أثناء غارة. أصر كوشيزي أن قبيلته لم تختطف الفتى، وعرض أن يتطوع بالبحث عنه مع الأمريكيين، لكن قائد الكتيبة العسكرية رفض ذلك، بل قرر احتجازه وقبيلته حتى عودة الفتى. هرب كوشيزي، وتحفظت قبيلة كوشيزي وحلفاؤها على القوات الأمريكية، مطالبين بالإفراج عن بقية جماعة كوشيزي. تقهقر الأباش بعد الحصار واحتجز عدد من الجنود الأمريكيين ورجال البريد و3 من الرجال الشجعان، بعد اعتقادهم أنهم محاصرون، وانتقامًا لذلك قتلوا الجنود ورجال البريد المحتجزين لديهم. قتل الأمريكيون بالمقابل 6 من الرجال المحتجزين لديهم، وسمحوا للأطفال والنساء بالذهاب. كان من الست رجال المقتولين شقيق كوشيزي وابني أخيه، ونتيجة لذلك، قرر كوشيزي جمع القبائل الأباشية وإعلان الحرب على الولايات المتحدة بدافع الانتقام، ما أشعل حربًا استمرت قرنًا من الزمن.
بدأت الحملة العسكرية الأولى ضد الأباش تحديدًا في عام 1849، وانتهى القتال الرئيس الأخير باستسلام جيرانيمو في عام 1886.
استمرت المرحلة النهائية منذ 1886 حتى آخر 1906، إذ استمرت هجمات بعض عصابات الأباش الصغيرة على المستوطنات وقتال قوات استطلاع سلاح الفرسان الأمريكي والميليشيات المحلية. كانت أغلب الجماعات القتالية من العسكريين، مع قليل من غير العسكريين. ذهبت القوات الأمريكية في مهمات بحث عن العصابات الأباشية الصغيرة وتدميرها، واستخدموا خططًا شملت هليوجراف والتيليغراف اللاسلكي وأجهزة الاستخبارات الأمريكية المكسيكية، والكشافين الهنديين، وجماعات الاحتشاد المحلية السريعة. لم تُجبر الجماعة الأباشية الأخيرة على العودة للحصون العسكرية الأمريكية، وهي الجماعة التي اخترقت هذه الحدود من قبل، حتى أجبرت على ذلك في عام 1906.
كانت الجماعات المغيرة بقيادة قادة الأباش مثل مانغاس مولوراداس من بيدونكوهي، وكوشيزي من تشوكونين، وفيكتوريو من عصابة تشيهيني، وجوهًا من عصابة نيدنهي، وديلشاي من تونتو، وجيرانيمو من بيدونكوهي. يحل هؤلاء القادة في منزلة الأبطال القوميين بالنسبة لشعبهم؛ نظرًا لرفضهم كل المحاولات العسكرية لإعادة تسكين شعبهم في محميات أخرى سواءً عن طريق الإقناع أو الإجبار.

## الحروب

### حرب جيكاريلا
وعدت العديد من عصابات الأباش الجنود الأمريكيين بالعبور الآمن عبر أراضيهم، في بداية الحرب المكسيكية الأمريكية في عام 1846، ولكن لم تلتزم كل القبائل بذلك، وقاتل البعض في صف المكسيك لمنع تدفق العديد من المستوطنين إلى نيومكسيكو. عندما وضعت الولايات المتحدة يدها على أراضي الجبهة المكسيكية في 1848، وقَّع مانغاس كولوراداس معاهدة سلام، يحترم فيها الأمريكيين واحتلالهم للأراضي المكسيكية. وكما يشير تيلر، وقِعت المعاهدة في سانتا في بتاريخ 2 إبريل عام 1851، «كان من المتوقع بالنسبة للجيكاريلا أن يلتزموا ببنود المعاهدة في الحال، ومع تخوف سكان نيومكسيكو، سيدخل جزؤهم من الصفقة قيد التنفيذ بمجرد تصديق الكونغرس عليه». لم يصدِّق الكونغرس الأمريكي على المعاهدة أبدًا. استمر السلام -الشاق- بين الأمريكيين والأباش حتى تدفق عمال مناجم الذهب إلى جبال سانتا ريتا (أريزونا حاليًا)، وتولد الصراع مجددًا.
بدأت حرب جيكاريلا في عام 1849 عندما هاجمت قوة من الجيكاريلا مجموعة من المستوطنين وقتلتهم في نيومكسيكو الشمالية الشرقية. وقعت مذبحة ثانية في عام 1850، وقع ضحيتها العديد من حاملي الواردات البريدية. لم يتدخل الجيش حتى عام 1853. دخل الجيش في القتال في معركة سينيغويلا، وانتصر فيها الأباش، بينما انتصر الأمريكيون في معركة أوجو كالينتي كانيون.

### حروب تشيريكاهوا
هاجمت مجموعة من عمال التعدين كولوراداس بالقرب من مخيم تعدين بينوس آلتوس في عام 1851، قامت المجموعة بتقييده في الشجرة وأبرحوه ضربًا. استمرت بعض الأحداث خرقًا للمعاهدة، وأدت إلى إثارة حنق الأباش ضد الأمريكيين الأوروبيين. قامت مجموعة من عمال المناجم، مكونة من 30 فردًا، بالهجوم على مخيم بيدونكوهي على الضفة الغربية لنهر ميمبرز، قصاصًا لسرقة الماشية. طبقًا للمؤرخ إيدوين ر. سويني، عمال المناجم «قتلوا 4 من الهنود، وأصابوا آخرين، واحتجزوا 30 من النساء والأطفال.» سارع الأباش بالقصاص لهذه الحادثة عبر عدد من الغارات ضد مواطني الولايات المتحدة وممتلكاتهم.
سرقت مجموعة غير معروفة من الهنود أنعامًا في فبراير عام 1861، واختطفت صاحب المزرعة جون وارد وربيبه، بالقرب من سونويتا في أريزونا. سعى وارد للاحتماء بالجيش الأمريكي بالجوار. أوفِد الملازم جورج نيكولاس باسكوم، وتابع وارد التفاصيل. عقد باسكوم اجتماعًا مع كوشيزي بالقرب من معبر الأباش وعربة محطة باترفيلد أوفرلاند لتأمين الدواب وابن وارد. لم يكن كوشيزي على دراية بالحادثة، ولكنه عرض تحمل تلك المسؤولية.
اتهم باسكوم كوشيزي بالتورط في الحادثة، ولم يكن راضيًا عن رد فعله. ألقى باسكوم القبض على كوشيزي وأفراد عائلته في مخيم التفاوض. هرب كوشيزي غضبًا من ذلك. وبعد فشل المزيد من المفاوضات، أخذ كوشيزي أحد أعضاء العربة رهينة بعد تبادل إطلاق النار.
قتل كوشيزي وجماعته أعضاء قطار مكسيكي بعد إعراب باسكوم عن عدم رغبته في تبادل الأسرى. قتل الأباش المكسيكيين وشوهوهم طقوسيًا، وأخذوا ثلاثة أسرى بيض، وقتلوهم فيما بعد. باءت محاولات نصب الكمائن في باترفيلد أوفرلاند بالفشل. أرسل باسكوم تعزيزات عسكرية بعد تعسر المفاوضات بينه وبين كوشيزي. قتل كوشيزي من تبقى من الأسرى الأربع من محطة باترفيلد وهجر المفاوضات. شنق باسكوم الرهائن الأباشية بناءً على نصيحة الجراح العسكري د. بيرنارد إروين. أصبحت الإعدامات الانتقامية معروفة باسم خطب باسكوم، وكانت شرارة اندلاع سبع سنوات أخرى من الحرب بين الجماعات المختلفة من الأباش ومستوطني الولايات المتحدة، والجيش الأمريكي وجيش الولايات الكونفدرالية.